# Værum Sogn
Værum Sogn er et sogn i Randers Søndre Provsti (Århus Stift).
I 1800-tallet var Ørum Sogn anneks til Værum Sogn. Begge sogne hørte til Galten Herred i Randers Amt. Værum Sogn tilhørte Værum-Ørum Kommune fra 1842 til 1970. Kommunen blev ved kommunalreformen i 1970 indlemmet i Langå Kommune, som ved strukturreformen i 2007 blev delt mellem Favrskov Kommune og Randers Kommune. Værum Sogn kom til Randers Kommune.
I Værum Sogn ligger Værum Kirke.
I sognet findes følgende autoriserede stednavne:
- Haslund Skov (areal)
- Værum (bebyggelse, ejerlav)
- Værum Fælled (bebyggelse)
- Værum Mark (bebyggelse)
- Værum Ø (areal, ejerlav)